# Los gremlins
Los gremlins (original en inglés, The Gremlins) es un libro para niños escrito por Roald Dahl y publicado en 1943. Fue el primer libro para niños de Dahl y fue escrito para Disney como propaganda para un largometraje animado que nunca llegaría a rodarse. Con la ayuda de Dahl, se desarrolló una serie de personajes de gremlins, pero mientras comenzaba la preproducción el proyecto fue abandonado, en parte porque el estudio no pudo establecer los derechos de la historia de los gremlins y por otra parte, porque el ministro británico de la Royal Air Force estuvo muy involucrado en la producción e insistió en ser parte de la aprobación final del guion y la producción.

## Argumento
La historia se refiere a una serie de traviesas criaturas mitológicas, los gremlins, invocados a menudo por los pilotos de la Royal Air Force como explicación a los problemas mecánicos de sus naves. En el libro de Dahl, lo que motiva a los gremlins a sabotear los aviones británicos es el deseo de venganza por la destrucción del bosque que les servía de hogar, el cual había sido devastado para construir una fábrica de aviones. El protagonista del libro, Gus, tiene un Hawker Hurricane de combate que es destruido por un gremlin sobre el canal de la Mancha, sin embargo, mientras caen en paracaídas sobre el agua, es capaz de convencer a los gremlins de que en lugar de pelear entre ellos deberían unir sus fuerzas contra su enemigo común, Hitler y los nazis.
Más tarde, los holash son reentrenados por la Royal Air Force para reparar aviones en vez de sabotearlos, con lo cual restauran la máquina de Gus después de tan grave accidente. El libro también contiene detalles pintorescos sobre las vidas cotidianas de los gremlins: los gremlins bebé, por ejemplo, son conocidos como widgets y las gremlins hembra como fifinellas, un nombre tomado de un caballo: la gran yegua de carrera "voladora", Fifinella, que ganó el Epsom Derby y el Epsom Oaks en 1916, el año en que Dahl nació.

## Publicación
La publicación de Los gremlins por Random House consistió en una tirada de 50.000 ejemplares para el mercado estadounidense, con Dahl reservándose 50 ejemplares para sí mismo y como publicidad, al regalarlas entre todos sus conocidos, incluyendo al embajador de Gran Bretaña en Estados Unidos, Lord Halifax y la primera dama de los Estados Unidos, Eleanor Roosevelt, a quien le gustaba leerlo a sus nietos. El libro fue considerado un éxito internacional, con más de 30.000 ejemplares vendidos en Australia, pero los esfuerzos iniciales de reimprimir el libro se vieron frustrados por la escasez de papel durante la guerra. Estudiado en las principales publicaciones, Dahl fue considerado un escritor de notas, y sus apariciones en Hollywood para continuar con el proyecto filmográfico fueron consignadas con noticias en las colunas de Hedda Hopper.
Frente a los problemas de derecho de autor y dándose cuenta de que una cláusula del Ministro de Fuerza Aérea en el contrato original del film restringiría al estudio, Walt Disney, quien estaba especialmente interesado en Los gremlins, comenzó a echar abajo el proyecto a regañadientes. Para agosto de 1943, Disney ya había incluso reconsiderado hacer un corto animado basado en Los gremlins y le escribió a Dahl que el actual trabajo no continuaría. Después de un año de conferencias sobre cuentos y búsquedas relacionadas, Dahl se dio cuenta de que su libro sería el único producto tangible de la inacabada película.
En 1950, Collings Publishing (Nueva York) publicó una edición limitada de Los gremlins.

## Uso posterior
La creación de Dahl fue posteriormente usada por los estudios Warner en varias caricaturas de la Segunda Guerra Mundial, especialmente en Russian Rhapsody y Falling Hare, protagonizadas por Bugs Bunny. También usaron algunas variaciones de los personajes de los gremlins para servir de propaganda de la Segunda Guerra Mundial y como mascota de las unidades aéreas, tal como Fifinella, quien fue usada por el Servicio de Pilotos Femeninos de la Fuerza Aérea en sus parches.
Gracias a las producciones Disney, la historia de los gremlins apareció en las ediciones número 33 y 41 de Walt Disney's Comics and Stories. Publicada entre junio de 1943 y febrero de 1944, contuvo una serie de historias cortas de nueve episodios protagonizadas por Gus el gremlin. El primero fue dibujado por Vivie Risto, y el resto de ellos por Walt Kelly. Esto sirvió como introducción para los lectores de las historietas. Dichos cómics fueron reimpresos en 1987 por Gladstone Publishing Ltd.

## Reimpresiones
Una edición especial del libro fue producida para conmemorar el 60.º Aniversario de la Fuerza Aérea de Estados Unidos (USAF) y fue distribuida exclusivamente a través del Servicio de Intercambio de la Armada y la Fuerza Aérea. La edición especial de la Fuerza Aérea presentó una cubierta única que llevaba el sello conmemorativo del 60.º Aniversario de la USAF. La solapa interior contenía una pequeña reseña del rol que tuvo el libro en levantar la moral de los pilotos y sus familias.

## Cultura popular
Las copias usadas de la primera edición del libro son altamente valoradas entre los coleccionistas tanto de las obras de Dahl como de las de Disney. Estas copias están avaluadas entre los US$100 y $100.000.
En 1963, "Pesadilla a 20.000 pies de altura" (Nightmare at 20,000 feet), un episodio de The Twilight Zone, protagonizado por William Shatner, fue un homenaje a la leyenda de los gremlins, a los que se veía desmantelando un avión durante el vuelo.
En 1984 el film Gremlins, producido por Steven Spielberg y dirigido por Joe Dante, está inspirado en los personajes de Roald Dahl, con monstruos malévolos que crecen a partir de una criaturita peluda.
En septiembre de 2006, Dark Horse Comics publicó The Gremlins: The Lost Walt Disney Production (Los Gremlins: La producción perdida de Walt Disney), una versión fielmente restaurada y actualizada de Los gremlins, incluyendo una introducción del aclamado historiador de cine Leonard Maltin, así como la creación de una serie de figuras y juguetes inspirados en los gremlins, que eran iguales a los originales inspirados en los personajes de Dahl.
Los gremlins aparecieron en un juego de Disney/Warren llamado Epic Mickey como diminutos ayudantes de Mickey. Su líder, Gus, sirve como consciencia de Mickey, tal como Pepito Grillo lo es para Pinocho.